# Lennart Skoglund
Karl Lennart „Nacka“ Skoglund (24. prosince 1929, Stockholm – 8. července 1975, Stockholm) byl švédský fotbalista.
Hrál především za Hammarby IF a Inter Milán. Hrál na MS 1950 (3. místo) a na MS 1958 (2. místo).

## Hráčská kariéra
Lennart Skoglund hrál za stockholmské kluby Hammarby, AIK a Kärrtorps BK a za italské kluby Inter Milán, Sampdorii Janov a Palermo. S Interem vyhrál 2× italskou ligu.

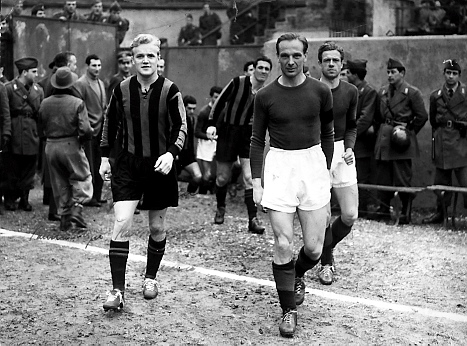
Skoglund (vlevo) z Interu Milán. Vpravo Švéd Rosén z Turína.

Za švédskou reprezentaci odehrál jen 11 zápasů a dal 1 gól. To bylo ale proto, že v těch dobách byla švédská reprezentace amatérská a tak v ní nebyli hráči ze zahraničních lig. Toto se změnilo až pro domácí MS 1958. I tak ale toho Skoglund stihl hodně významného: hrál na MS 1950 (3. místo) a na MS 1958 (2. místo).

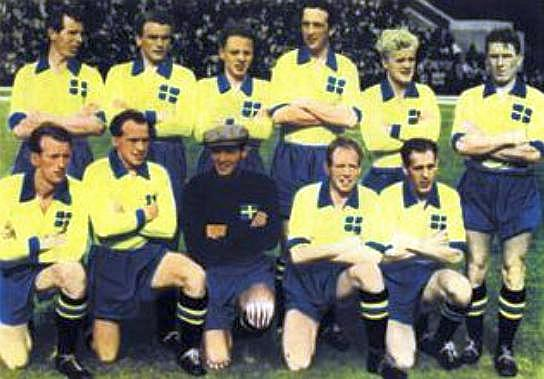
Švédská reprezentace v roce 1950. Blonďatý Skoglund druhý zprava v horní řadě.

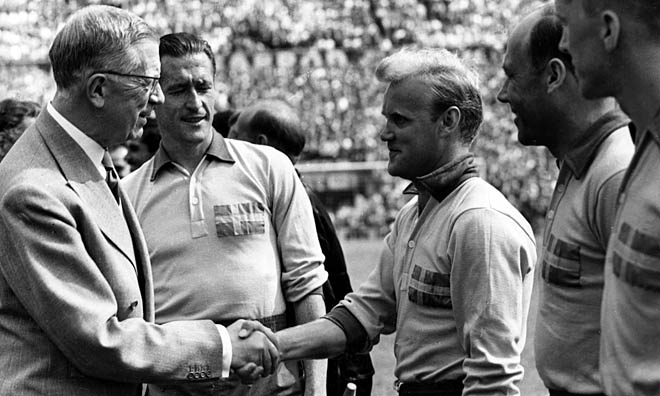
Švédský král Gustav VI. Adolf si potřásá rukou se Skoglundem na MS 1958 ve Švédsku. Mezi nimi kapitán Nils Liedholm, vpravo Gunnar Gren a Agne Simonsson.

## Úspěchy

### Klub
AIK
- Švédský pohár: 1950

Inter
- Italská liga: 1952–53, 1953–54

### Reprezentace
- Mistrovství světa: MS 1950 (3. místo) a MS 1958 (2. místo)